# Flaches Bündel
In der Mathematik kommen flache Bündel unter anderem in Differentialgeometrie und Mathematischer Physik vor.

## Definition
Ein flaches Bündel ist ein Prinzipalbündel {\displaystyle P\rightarrow M}, das einen flachen Zusammenhang besitzt.
Ein Zusammenhang {\displaystyle \omega } heißt flach, falls seine Krümmung {\displaystyle \Omega } verschwindet, also falls
{\displaystyle \Omega :=d\omega +{\tfrac {1}{2}}[\omega \wedge \omega ]=0.}

## Geometrische Interpretation
Nach dem Satz von Ambrose-Singer misst die Krümmung die infinitesimale Holonomie. Für ein Prinzipalbündel mit flachem Zusammenhang muss die Holonomie also infinitesimal (aber nicht unbedingt global) trivial sein, d. h. homotope Wege haben dieselbe Holonomie. Insbesondere induziert die Holonomie eine wohldefinierte Darstellung {\displaystyle \pi _{1}M\rightarrow G} der Fundamentalgruppe der Basis in die Strukturgruppe des Prinzipalbündels.

## Holonomie-Darstellung
Flache G-Bündel über einer zusammenhängenden Mannigfaltigkeit {\displaystyle M} sind in Bijektion mit Darstellungen
{\displaystyle \rho :\pi _{1}M\rightarrow G}.
Das zu einer Darstellung assoziierte flache Bündel erhält man – mit Hilfe der Wirkung von {\displaystyle \pi _{1}M} auf der universellen Überlagerung {\displaystyle {\widetilde {M}}} – als
{\displaystyle E_{\rho }:={\widetilde {M}}\times G/\sim }
mit der Äquivalenzrelation {\displaystyle (\gamma x,g)\sim (x,\rho (\gamma )g)} für {\displaystyle \gamma \in \pi _{1}M,x\in {\widetilde {M}},g\in G}.
Schnitte in {\displaystyle E_{\rho }} entsprechen eindeutig den {\displaystyle \rho }-äquivarianten Abbildungen {\displaystyle f\colon {\widetilde {M}}\to G}, der {\displaystyle f} entsprechende Schnitt ist {\displaystyle s(x)=\left[{\widetilde {x}},f({\tilde {x}})\right]} für ein (beliebiges) zu {\displaystyle x\in M} projizierendes {\displaystyle {\tilde {x}}\in {\widetilde {M}}}.